# Mamiya Rinzō
Mamiya Rinzō (間宮 林蔵 (Gian Cung Lâm Tàng) 1775 – 13 tháng 4 năm 1844) là một nhà thám hiểm người Nhật Bản sống vào cuối thời Edo. Ông cũng là gián điệp của Mạc phủ Tokugawa. Ông nổi tiếng về chuyến thăm dò và lập bản đồ Sakhalin (được gọi trong Tiếng Nhật là 樺太, Karafuto, Hoa Thái), mà kết quả là đã khám phá ra việc Sakhalin thực sự là một hòn đảo và không nối liền với lục địa châu Á.
Mamiya sinh vào năm 1775 ở quận Tsukuba, tỉnh Hitachi, mà bây giờ là Tsukubamirai, tỉnh Ibaraki.